# منترزة كروية
المنترزة الكروية (الاسم العلمي:Nitrososphaera) هي جنس من العتائق يتبع فصيلة المنترزية الكروية من رتبة المنترزيات الكروية.